# Sha'Keela Saunders
Sha'Keela Saunders (Elizabeth City, 18 dicembre 1993) è una lunghista statunitense.

## Biografia
Nata nella Carolina del Nord, Saunders ha studiato in Virginia prima di continuare la carriera atletica presso l'Università del Kentucky. Attiva dapprima nelle corse di velocità e di ostacoli, Saunders ha concentrato la sua attività seniores nel salto in lungo. 
Ha debuttato internazionalmente nel 2014, vincendo una medaglia d'oro ai Campionati NACAC under 23 in Canada. Nel 2015 ha riportato due medaglie di bronzo ai Giochi panamericani e ai Campionati NACAC e l'anno successivo è giunta quarta ai trials olimpici in vista di Rio de Janeiro 2016, non potendo prenderne parte. Nel 2017 ha partecipato ai suoi primi Mondiali, senza aggiudicarsi la finale, mentre l'anno successivo ha vinto la medaglia d'oro ai Campionati NACAC a Toronto.

## Palmarès
| Anno | Manifestazione       | Sede     | Evento         | Risultato | Prestazione | Note |
| ---- | -------------------- | -------- | -------------- | --------- | ----------- | ---- |
| 2014 | Campionati NACAC U23 | Kamloops | Salto in lungo | Oro       | 6,40 m      |      |
| 2015 | Giochi panamericani  | Toronto  | Salto in lungo | Bronzo    | 6,66 m      |      |
| 2015 | Campionati NACAC     | San José | Salto in lungo | Bronzo    | 6,57 m      |      |
| 2017 | Mondiali             | Londra   | Salto in lungo | 21ª (q)   | 6,32 m      |      |
| 2018 | Campionati NACAC     | Toronto  | Salto in lungo | Oro       | 6,60 m      |      |
| 2019 | Mondiali             | Doha     | Salto in lungo | 9ª        | 6,54 m      |      |